# Josef Heinrich Sommer
Josef Heinrich Sommer (* 26. Juli 1888 in Dux, Böhmen; † 22. November 1946 in Wien) war ein österreichischer Politiker.

## Leben
Josef Sommer, der als Sohn eines Bergmannes aufgewachsen war, studierte an der Rechts- und Staatswissenschaftlichen Fakultät in Prag Rechtswissenschaft, wo er der katholischen Studentenverbindung Saxo-Bavaria im CV (später Österreichischer Cartellverband) beitrat. 1913 erhielt er den Doktor der Rechte. Nach einem Jahr Gerichtspraxis, das er in Linz absolvierte, wurde er 1914 Konzeptspraktikant in der Statthalterei in Oberösterreich. Zu seinem wohl bekanntesten Fall, den er zu betreuen hatte, war die Flucht Adolf Hitlers aus Österreich nach Deutschland, um in Österreich der Stellungspflicht zu entgehen. Die so genannten Hitler-Akten sollten ihm Jahre später noch Probleme bereiten. Sommer war von 1915 bis 1918 Soldat im Ersten Weltkrieg, wo er zuletzt in den Rang eines Leutnants befördert wurde.
Ab 1918 trat er wieder seinen Dienst in der oberösterreichischen Landesverwaltung an. Sommer leitete von 1922 bis 1927 die landwirtschaftliche Krankenkasse in Oberösterreich, ehe er von 1927 bis 1938 erneut in der Landeshauptmannschaft tätig war. Auch saß er in zahlreichen wirtschaftlichen Aufsichtsräten, darunter der Elektro-Bau-AG E.B.G. in Linz. Erste politische Erfahrungen machte Sommer als Abgeordneter der Christlichsozialen Partei (CSP) im Linzer Gemeinderat, dem er von 1923 bis 1934 angehörte.
Nach dem „Anschluss“ Österreichs ans Deutsche Reich musste Sommer seine öffentlichen Ämter abgeben und wurde dabei sogar zweimal verhaftet. Als die Geheime Staatspolizei ihn wegen der bereits erwähnten Hitler-Akten vernahm, er jedoch keine Angaben zum Verbleib der Dokumente machen konnte, wurde er mit Gauverbot bestraft. Dennoch konnte Sommer in Wien untertauchen, wo er unter falschem Namen als Angestellter eines Speditionsunternehmens die NS-Zeit überlebte.
Im Frühsommer 1945 war Sommer kurzzeitig im Finanzministerium beschäftigt, ehe er im August 1945 das Amt des Staatsbeauftragten für das Mühlviertel übernahm. Nur einen Monat später, im September 1945, wurde er für die Österreichische Volkspartei (ÖVP) zum Unterstaatssekretär in der Provisorischen Staatsregierung Renner bestellt. Seine primäre Aufgabe war es, die Nationalratswahl in Österreich 1945 vorzubereiten, bei der seine Partei, die ÖVP knapp 50 Prozentpunkte an Stimmen verbuchen konnte. Im Jänner 1946 folgte seine Ernennung zum Leiter der Präsidialsektion im Bundeskanzleramt und im Februar 1946 zum Sektionschef.
Josef Sommer starb elf Monate nach Amtsantritt, im Alter von 58 Jahren, in Wien. Er wurde am Hietzinger Friedhof bestattet.